# Kvasy
Kvasy (ukrajinsky Кваси, rusínsky Квасы, maďarsky Tiszaborkút) jsou obec v Jasiňské územní komunitě (hromadě), v Rachovském okresu Zakarpatské oblasti Ukrajiny. V roce 2025 žilo ve Kvasech 1794 obyvatel; v celé obci pak 2313 obyvatel. Jsou zde lázně.

## Části obce
- Kvasy
  - Vaskul-Keveliv, ukrajinsky Васкул-Кевелів
  - Hlody-Kyprina, ukrajinsky Глоди-Кипріна
  - Prypir-Bereznyk, ukrajinsky Припір-Березник
- Sitnyj
- Trostjanec[1]

## Historie
První písemná zmínka o sídle pochází z roku 1648. Jeden ze starých názvů sídla – Borkut, resp. Borkút pochází z místního maďarského dialektu a znamená "kvašená voda", tj. minerální voda. Rusínské jméno Kvasy je doloženo od roku 1725. Podle údajů z 18. století se obyvatelé osady s rusínským obyvatelstvem zabývali těžbou dřeva. V roce 1860 byl vysvěcen nový řeckokatolický dřevěný kostel Narození Panny Marie (rozšířen byl v roce 1931). V roce 1930 měla obec 1202 farníků.[3]V roce 1910 Kvasy měly 1227 obyvatel, převážně Rusínů, s významnou německou a maďarskou menšinou. Až do Trianonské smlouvy Kvasy patřily do uherské marmarošské župy. Poté patřily do Podkarpatské Rusi, která byla součástí Československa. V roce 1930 zde žlo 1245 Rusínů, 161 Židů, 39 Čechů a Slováků, 15 Madarů, 2 Němci a 37 cizinců; byla zde rusínská škola (5 tříd) a česká jednotřídka. V letech 1939 až 1945 byly součástí Maďarsku, od roku 1945 do roku 1991 pak součástí USSR, která byla součástí SSSR.

### Historie lázní
Od poloviny 19. století začaly být Kvasy známé svými minerálními prameny a začalo se zde rozvíjet lázeňství. Nejprve to byla dřevěná bouda se čtyřmi boudami, ve kterých byly dřevěné kádě na léčivé koupele. Za československé éry byla postavena nová větší lázeňská budova a vedle ní hotel s 20 pokoji a 50 lůžky. V roce 1958 byl postaven penzion Horská Tisa (ukrajinsky Гірська Тиса), který po rekonstrukci v roce 1977 získal statut sanatoria. V roce 2008 došlo k další modernizaci.

### Meteorit Borkut
Meteorit Borkut spadl v obci Kvasy, resp. na území vesnice Sitnyj, která tehdy byla osadou obce Kvasy, dne 13. října 1852 v 15 hodin. Jeho celková hmotnost (přesněji to, co z něj po pádu zbylo) byla 7 kg.